# Tupolev Tu-134
Tupolev Tu-134 (tên hiệu NATO: Crusty) là một máy bay chở khách hai động cơ Liên Xô, tương tự như chiếc Douglas DC-9 của Mỹ. Là một trong những máy bay quan trọng nhất và được sử dụng nhiều nhất tại các quốc gia thuộc Khối hiệp ước Warszawa cũ, số lượng máy bay này đang hoạt động hiện đã giảm sút vì tiếng ồn từ động cơ máy bay quá lớn.Chiếc máy bay này đã hoạt động trên các đường bay dài ở 42 quốc gia,và một số hãng hàng không châu Âu đã sử dụng nó với tần suất dày đặc (tới 12 lần cất hạ cánh/ngày).Ngoài hoạt động chở khách thông thường,chiếc máy bay cũng được dùng trong nhiều lực lượng không quân,với các vai trò hỗ trợ quân đội và hải quân;cho huấn luyện phi công và hoa tiêu; và cho nghiên cứu hàng không cũng như các dự án thử nghiệm. Những năm gần đây, một số máy bay đã được chuyển đổi thành máy bay chở VIP.Tổng cộng 853 chiếc Tu-134 đã được chế tạo (với mọi phiên bản,gồm cả máy bay nghiên cứu/thử nghiệm) và Aeroflot là hãng sử dụng lớn nhất tới năm 1995,Tu-134 đã chuyên chở 360 triệu hành khách trên toàn thế giới.

## Thiết kế và phát triển

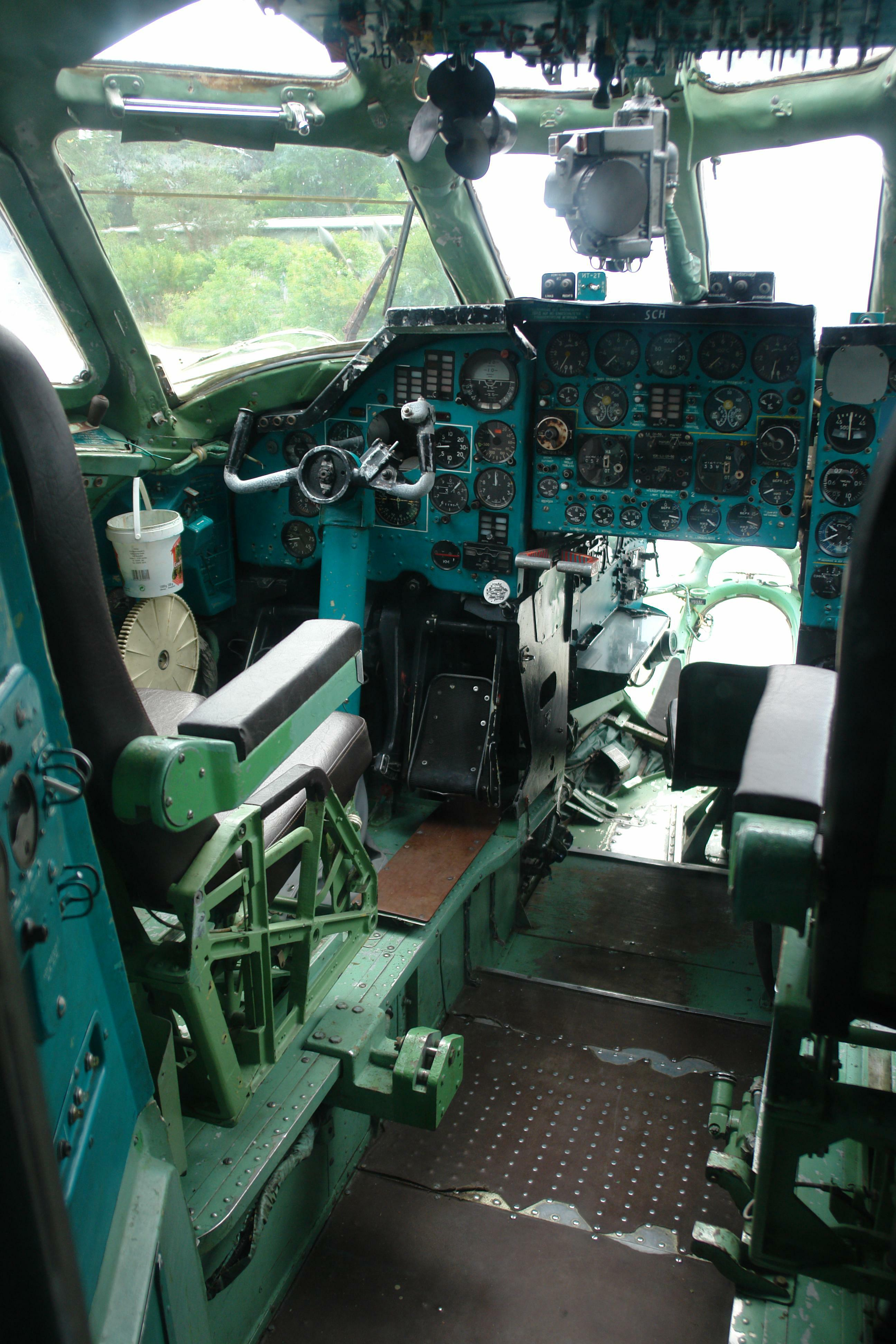
Buồng lái của Tu-134

Sau khi kiểu động cơ lắp đặt trên các mấu cứng phía sau thân được Sud Aviation Caravelle Pháp giới thiệu, các nhà sản xuất máy bay trên khắp thế giới vội vã tìm cách ứng dụng kiểu thiết kế mới. Các ưu điểm của nó gồm dòng khí trên cánh không bị nhiễu loạn bởi các vỏ động cơ hay mấu cứng và giảm tiếng ồn trong cabin. Cùng lúc ấy, việc đặt các động cơ nặng ở phía sau cũng tạo ra các khó khăn cho việc xác định trung tâm trọng lực liên quan tới trung tâm lực nâng, nằm ở hai cánh. Để tạo chỗ cho động cơ, cánh ngang đuôi máy bay phải bố trí lại ở bộ phận thăng bằng đuôi, có nghĩa bộ phận này phải khoẻ hơn và vì thế nặng hơn, càng khiến kiểu bố trí này thêm nặng đuôi.
Trong một chuyến thăm Pháp năm 1960, lãnh tụ Xô viết Nikita Khrushchev quá ấn tượng trước sự tĩnh lặng trong cabin chiếc Caravelle, tới mức ngày 1 tháng 8 năm 1960 văn phòng thiết kế Tupolev nhận được một chỉ thị chính thức để chế tạo chiếc Tu-124A với kiểu bố trí động cơ tương tự. Năm 1961, hãng hàng không quốc gia Liên Xô, Aeroflot, nâng thêm các yêu cầu kỹ thuật này với trọng tải và sức chở hành khách lớn hơn.
Nguyên mẫu Tu-124A đầu tiên, CCCP-45075, cất cánh lần đầu ngày 29 tháng 7 năm 1963. Sau đó, ngày 22 tháng 10 năm 1963, BAC One-Eleven của Anh, có kiểu thiết kế tương tự, tai nạn khiến toàn bộ tổ lái thiệt mạng. Chiếc máy bay đã bị tròng trành ngay sau khí cất cánh và rơi vào tình trạng pitch-up: Bộ phận thăng bằng đuôi đặt cao bị vướng vào luồng khí nhiễu loạn do cánh sinh ra (xem tròng trành sâu), khiến máy bay không thể hồi phục khỏi tình trạng tròng trành. Tupolev lưu ý tới điều này và bộ phận thăng bằng đuôi trên chiếc Tu-124A được mở rộng 30% để có được khả năng điều khiển lớn hơn. Bởi các yêu cầu của Aeroflot với mệnh lệnh là một chiếc máy bay lớn hơn kế hoạch ban đầu, phòng thiết kế Soloviev đã phát triển các động cơ phản lực cánh quạt đẩy D-30 low-bypass mạnh. Ngày 20 tháng 10 năm 1963, chiếc máy bay mới chính thức được gọi là Tu-134. 
Những điểm kỳ lạ trong thiết kế của Tu-134 gồm cánh nghiêng hẳn về phía sau với góc 35 độ, so với 25-28 độ ở những chiếc máy bay tương tự của phương Tây. Các động cơ trên những chiếc Tu-134 đầu tiên thiếu các bộ đổi chiều luồng khí phụt, khiến nó là một trong số ít máy bay chở khách phải sử dụng phanh dù khi hạ cánh. Đa số các thiết bị điện tử trên máy bay sử dụng điện một chiều. Dòng máy bay chở khách đầu tiên của Liên Xô có thể xuất xứ trực tiếp từ chiếc máy bay ném bom chiến lược Tupolev Tu-16, và Tu-134 có sáu miếng kính trên mũi để hoa tiêu dễ quan sát và bộ bánh đáp sử dụng lốp áp suất thấp thích hợp hoạt động trên những sân bay không trải nhựa.
Năm 1968, Tupolev bắt đầu làm việc với một biến thể Tu-134 cải tiến. Thân được kéo dài thêm 2.1 m (6 ft 10 in) để tăng khả năng chở khách và một thiết bị năng lượng phụ phía đuôi. Các động cơ D-30 cải tiến đã có bộ phận đổi chiều hướng phụt, thay thế cho chiếc dù cồng kềnh. Chiếc Tu-134A đầu tiên, được biến đổi từ một chiếc Tu-134 đang sản xuất, cất cánh ngày 22 tháng 4 năm 1969. Chuyến bay dân sự đầu tiên diễn ra ngày 9 tháng 10 năm 1970.

## Lịch sử hoạt động
Tháng 9 năm 1967, Tu-134 thực hiện chuyến bay kế hoạch đầu tiên từ Moskva tới Adler. Tu-134 là chiếc máy bay chở khách đầu tiên của Liên Xô nhận được chứng nhận quốc tế từ Tổ chức Hàng không Dân sự Quốc tế, cho phép nó được sử dụng trên những đường bay quốc tế.
Chiếc máy bay này vẫn được sử dụng rộng rãi tại Nga và các nước cộng hoà thuộc Liên Xô cũ, nhưng mức tiêu thụ nhiên liệu cao cùng các chi phí bảo dưỡng đã khiến số lượng sử dụng bị hạn chế. 69 chiếc Tu-134 đã bị phá huỷ trong các vụ tai nạn và các cuộc chiến, 35 trong số đó không gây thiệt hại nhân mạng, và một trong 34 vụ tai nạn chết người còn lại không một ai trong máy bay thiệt mạng. Tu-134 cũng đã được hoán cải trở thành máy bay riêng với nhiều chiếc được trang bị nội thất sang trọng. Với sự ra đời của các quy định tiếng ồn mới của ICAO, Tu-134 đã bị cấm hoàn toàn khỏi hầu hết sân bay châu Âu vì các động cơ D-30 ầm ỹ với kỹ thuật của thập niên 1960.
Phi đội Tu-134 lớn nhất vẫn còn tại Nga (146 trong khoảng 230 chiếc thuộc kiểu này). Tháng 3 năm 2007 Bộ trưởng vận tải Nga Igor Levitin đã tuyên bố rằng những chiếc Tu-134 (cũng như Tu-154) đã cũ và lỗi thời và cần phải được thay thế bằng Sukhoi Superjet 100 hay những chiếc tương tự của nước ngoài trong vòng năm năm.

## Biến thể

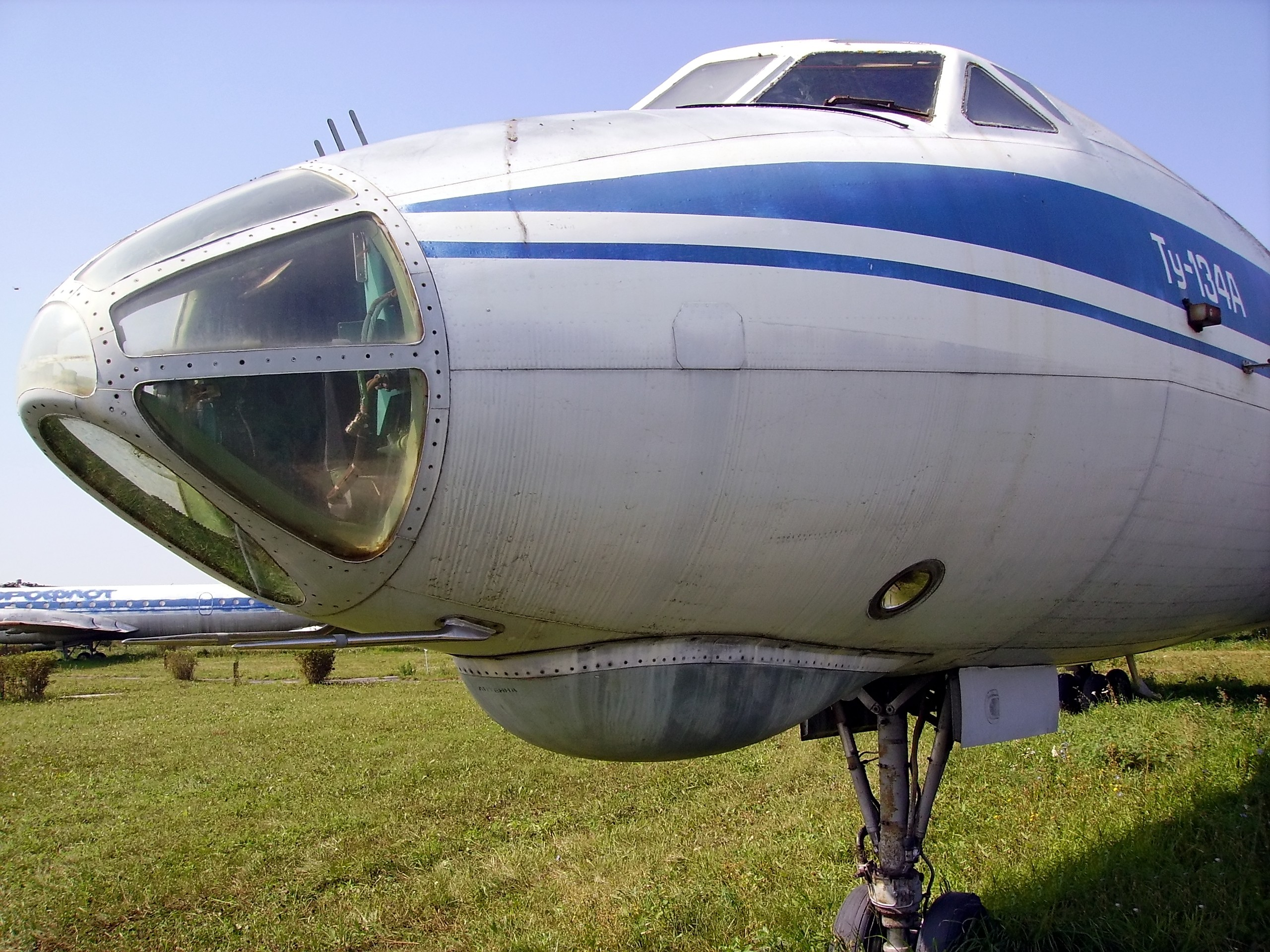
Tupolev Tu-134A với radar và mũi kính

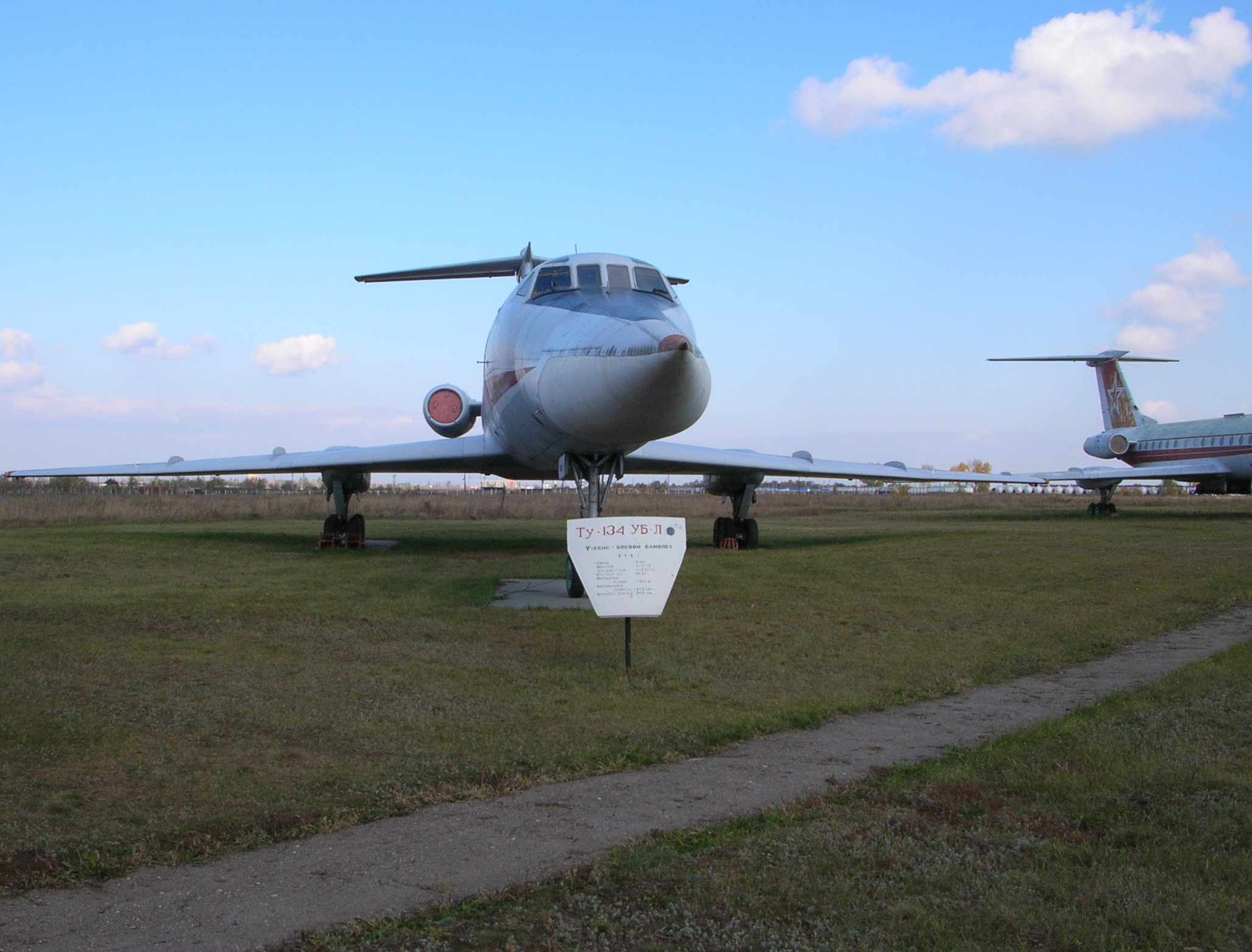
Tupolev Tu-134 UBL

Tu-134
Phiên bản mũi kính. Serie đầu tiên có sức chứa tới 64 hành khách, và sau này tăng lên tới 72 người. Tên định danh ban đầu là Tu-124A.
Tu-134A
Serie thứ hai, với động cơ cải tiến, hệ thống điện tử được nâng cấp, sức chứa 84 hành khách. Tất cả các biến thể A đều được chế tạo với mũi kính dễ phân biệt và vòm radar dưới cằm, nhưng một số chiếc đã được sửa đổi theo tiêu chuẩn B với radar được chuyển vào trong mũi.
Tu-134A-2
Mũi kính đã được thay thế.
Tu-134A-3
Serie thứ hai, sử dụng hai động cơ phản lực cánh quạt đẩy Soloviev D-30.
Tu-134A-5
Phiên bản gần đây nhất.
Tu-134B
Serie thứ hai, 80 ghế, radar được chuyển vào mũi, hạn chế kính mũi. Một số model B có các bình nhiên liệu cho các chuyến bay tầm xa lắp dưới thân; chúng trông như những cái bướu lớn.
Tu-134BV
Model cho tàu vũ trụ.
Tu-134LK
Phiên bản huấn luyện nhà du hành vũ trụ.
Tu-134UBL
Phiên bản huấn luyện kíp lái máy bay ném bom.
Tu-134UBK
Phiên bản hải quân của Tu-134UBL. Chỉ một chiếc được chế tạo.
Tu-134BSh
Phiên bản huấn luyện hoa tiêu, được trang bị một radar của Tu-22M ở mũi.
Tu-134SKh
Phiên bản nghiên cứu mùa màng.

## Bên sử dụng

### Dân sự
Tới ngày 14 tháng 4 năm 2009 tổng cộng 248 chiếc Tupolev Tu-134 (tất cả các biến thể) vẫn đang hoạt động hàng không. Các bên sử dụng chính gồm: Aeroflot-Nord (13), Belavia (1), Moskovia Airlines (6), Hemus Air (6), Kogalymavia (6), Rossiya (4), S-Air (6), Samara Airlines (6), Sirius-Aero (6), UTair Aviation (32) and Yamal Airlines (10).
Các bên sử dụng quá khứ và hiện tại:
Adjarian Airlines, Aeroflot, Aeroflot-Don, Aeroflot-Nord, Aeroflot-Plus, Aero Rent, Air Armenia, Airest, Air Kharkov, Air Koryo, Air Lithuania, Air Moldova, Air Ukraine, Alania, Albanian Airlines, Alrosa-Avia, Armavia, Armenian Airlines, Astrakan Airlines, Astral, Atlant-Soyuz Airlines, Atyrau Airways, Aurela, Avcom, Aviaenergo, Aviaprima, Arkhangelsk Airlines, Azerbaijan Airlines, Aviogenex, Balkan Bulgarian Airlines, BAL Bashkirian Airlines, Belair, Belavia, Benin Golf Air, Black Sea Airlines, Cheboksary, Chelyabinsk Air Enterprise, Chernomorskie Airlines, CSA, Dagestan Airlines, EgyptAir, Enkor, Estonian Air, Euro-Asia Air, FlyLal, Gazpromavia, Georgian National Airlines, Gomelavia, Grizodubovoy, Moskovia Airlines, GST Aero, Harka Air, Hemus Air, Interflug, Iraqi Airways, Izshavia, KD Avia, Karat, Kazair West, Kirov Air, Kavminvodyavia, Kolkov Air, Komi Avia, Kyrgyzstan, Kyrgyzstan Airlines, Lat Charter, LOT Polish Airlines, Malév Hungarian Airlines, Marsland Aviation, Moscow Airways, NAPO, Orbi Georgian, Orenburg Airlines, Orient Avia, Perm Airlines, Polet Airlines, Progress, Pulkovo Aviation Enterprise, Rossiya, Rusline, Samal Air, Samara Airlines, Sibaviatrans, Syrian Arab Airlines, Tajik Air, Tatarstan Airlines, UM Airlines, UTair Aviation, UTAGE, Vietnam Airlines, Volga Aviaexpress, Voronezh Avia, Yamal Airlines, Yukos Avia.

### Quân sự
AzerbaijanKhông quân Azerbaijan
 AngolaLực lượng Phòng không Không quân Nhân dân Angola
 BelarusKhông quân Belarus
 Cộng hòa SécKhông quân Czech. Đã dừng.
 Tiệp KhắcKhông quân Czechoslovakia. Chuyển cho các nước kế tục.
 BulgariaKhông quân Bulgaria
 GruziaKhông quân Gruzia
 Đông Đức
Không quân Đông Đức
 HungaryKhông quân Hungary
 Kazakhstan
 MoldovaKhông quân Moldovia
 CHDCND Triều TiênKhông quân Bắc Triều Tiên
 Ba LanKhông quân Ba Lan
 Nga
- Không quân Nga
- Không quân Hải quân Nga

 Liên Xô
- Không quân Liên Xô
- Không quân Hải quân Liên Xô. Chuyển cho các nước kế tục.

 SyriaKhông quân Syria
 UkrainaKhông quân Ukraine

## Tai nạn và vụ việc
- 16 tháng 3 năm 1978, một chiếc Tu-134 của Balkan Bulgarian Airlines đã gặp tai nạn trong quá trình cất cánh khỏi Sân bay Sofia gần làng Gabare, Bulgaria. Tất cả 73 người trên khoang thiệt mạng.
- 11 tháng 8 năm 1979, hai chiếc Tupolev Tu-134 của Aeroflot đâm vào nhau gần Dneprodzerzh. Tất cả 178 người trên khoang hai chiếc máy bay thiệt mạng.
- 10 tháng 1 năm 1984, một chiếc Tu-134 của Balkan Bulgarian Airlines đã đâm xuống đất khi tiếp cận Sân bay Sofia. Tất cả 50 người trên khoang thiệt mạng.
- 9 tháng năm 1988 một chiếc Tu-134A của VietNam Airline rơi gần sân bay Don Mueang khiến bộ trưởng y tế Việt Nam Đặng Hồi Xuân thiệt mạng.

## Đặc điểm kỹ thuật (Tu-134A)
- Phi đội: 3-4
- Sức chứa: 72-84 hành khách
- Chiều dài: 37.10 m (121 ft 8 in)
- Sải cánh: 29.00 m (95 ft 1 in)
- Chiều cao: 9.02 m (29 ft 6 in)

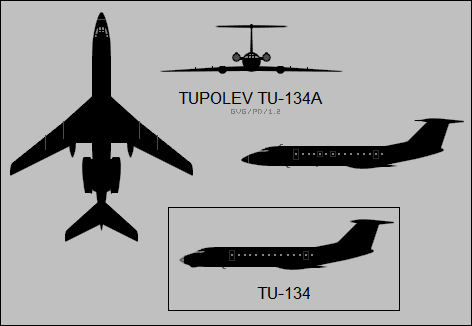
Tupolev Tu-134

- Diện tích cánh: 127.3 m² (1,370.24 ft²)
- Trọng lượng rỗng: 27,960 kg (61,640 lb)
- Trọng lượng chất tải:
- Trọng lượng cất cảnh tối đa: 47,600 kg (104,940 lb)
- Chất tải hữu ích: 8,200 kg (18,075 lb)
- Khác:
  - Bán kính thân: 2.9 m (9 ft 6 in)
  - Dung tích nhiên liệu: 13,200 l (3,485 US gal)
- Động cơ (phản lực)=Soloviev D-30-II
- Kiểu động cơ: động cơ phản lực cánh quạt đẩy
- Số lượng động cơ: 2
- Lực đẩy: 66.68 kN (14,990 lbf)
- Tốc độ tối đa: 950 km/h (485 kn, 559 mph)
- Tốc độ bay tiết kiệm nhiên liệu: 850–900 km/h (405 kn, 466 mph)
- Tầm bay: 1,900 km (1,025 nmi, 1,180 mi)
- Trần bay: 12,100 m (39,040 ft)
- Tốc độ lên:
- Chất tải:
- Lực đẩy/trọng lượng: